# Эшаппар, Диего Яковлевич
Дие́го Я́ковлевич Эшаппа́р (Дюбре́йль-Эшаппа́р, фр. Dubreuille-Echappare; 1816—1867) — офицер Российского императорского флота, кораблестроитель, первый русский инженер-механик, заведующий механической частью первого русского военного парового судна — пароходофрегата «Камчатка», старший инженер-механик Балтийской броненосной эскадры, член Кораблестроительного технического комитета, постоянный член экзаменационной комиссии воспитанников Морского корпуса, член Технического комитета Главного инженерного управления по вопросу о подводном плавании, подполковник Корпуса инженер-механиков флота.

## Биография

### Происхождение
Диего Яковлевич Эшаппар (Дюбрейль-Эшаппар) по происхождению француз, родился 16 декабря 1816 года в Терра-Альта (Испания), где проходил службу его отец военный моряк Жак Дюбрейль-Эшаппар, который затем служил на Филиппинах военным атташе, а затем губернатором Манилы; о его содействии тепло упоминает французский мореплаватель адмирал Бугенвиль-младший, встречавшийся с Эшаппаром во время своего кругосветного плавания 1824—1826 гг.. На Филиппинах отец Диего, после смерти жены, вступил в повторный брак с тагалкой, девушкой из местного племени. Мачеха мало внимания уделяла пасынкам. Во время кругосветного плавания в 1826—1828 годах, Филиппины посетил знаменитый русский мореплаватель Фёдор Литке. По просьбе престарелого Жака Дюбрейль-Эшаппара, который не мог дать достойного образования своим сыновьям Диего и Педро, Литке взял мальчиков юнгами на свой корабль и привёз в Санкт-Петербург. Братья были определены в Пажеский корпус. Младший брат Диего — Педро (встречается как Диеро), после окончания пажеского корпуса служил в армии, дослужился до поручика, в 1841 году, будучи командиром 10-й мушкетёрской роты Тенгинского пехотного полка, погиб в боях в районе укрепления Святого Духа, на мысе Адлер. Поэт К. П. Белевич, сослуживец Педро Эшаппара по Тенгинскому полку, посвятил геройской смерти офицера стихотворение «Смерть поручика Ишапара».

### Служба в Корпусе корабельных инженеров
29 августа (10 сентября) 1830 года Диего поступил учеником в кондукторские роты Учебного морского рабочего экипажа (до 1827 года — Училище корабельной архитектуры). 19 июня (1 июля) 1840 года был произведён в прапорщики, с назначением в Корпус корабельных инженеров по управлению паровыми механизмами и с откомандированием на адмиралтейские Ижорские заводы для практических занятий.
4 (16) апреля 1842 года назначен на 12-пушечный пароходофрегат «Камчатка», для управления паровой машиной. Пароходофрегат был заказан Россией в Америке, в 1841 году он прибыл в Кронштадт. Все механики и машинная прислуга, состоявшие из американцев, возвратились на родину. Заведование механической частью этого первого русского военного парового судна было поручено Д. Эшаппару. В 1842—1844 годах на пароходофрегате ходил с членами императорской семьи из Кронштадта по прусским и датским портам, а потом плавал в Немецком море. 6 (18) декабря 1844 года Эшаппар за отличие был произведён в подпоручики. В 1845—1846 годах на том же пароходофрегате ходил из Кронштадта в Свинемюнде, потом перешёл в Геную, откуда с императором Николаем I и императрицей Александрой Фёдоровной в Палермо, а оттуда в Неаполь и Ливорно, затем возвратился в Кронштадт.
В 1847 году был командирован в Англию для изучения механизма и способа постройки железных пароходов и других судов. Во время этой командировки сопровождал великого князя генерал-адмирала Константина Николаевича при осмотре английских и шотландских заводов, а также наблюдал за постройкой в Англии императорской яхты «Петергоф». 23 апреля (5 мая) 1850 года за отличие был произведён в поручики. По возвращении в Россию ему поручено было в 1853 году принять от частных заводчиков и установить паровые механизмы на парусные линейные корабли «Гангут» и «Воля», которые были переделаны в парусно-винтовые корабли кораблестроителем П. И. Мордвиновым.

### Служба в Корпусе инженер-механиков флота
7 (19) февраля 1855 года был переведён в Корпус инженер-механиков Балтийского флота и произведён в том же году за отличие в штабс-капитаны. 26 августа (7 сентября) 1856 года по учреждении Кораблестроительного технического комитета был назначен членом этого комитета и состоял в этой должности до самой смерти. В 1857 году состоял членом комиссии по исследованию оказавшихся неисправностей при постройке фрегата «Аскольд». Награждён орденом Святого Станислава 3 степени. С 1858 по 1866 годы состоял при управлении Петербургского военного генерал-губернатора П. Н. Игнатьева и затем А. А. Суворова-Рымникского по наблюдению за исполнением правил для частных пассажирских пароходов. 27 марта (8 апреля) 1860 года был произведён в капитаны.
Эшаппар состоял членом комиссии для верного и точного определения причин необыкновенной траты сала и масла в 1859 году на разных паровых военных судах; членом комиссии для тщательного осмотра и освидетельствования мостов, эллингов и других сооружений Петербургского и Кронштадтского адмиралтейств; членом комиссии для поверки наличности каменного угля в магазинах комиссариатской части Кронштадтского порта; членом экзаменационной комиссии воспитанников Морского корпуса и членом Технического комитета главного инженерного управления по вопросу о подводном плавании.
В 1863 году был назначен на пароход общества петербургско-волжского пароходства для присмотра за паровыми машинами во время плавания с наследником цесаревичем (будущим императором Александром III). Пожалован бриллиантовым перстнем от цесаревича по окончании плавания в Петрозаводск по рекам Нева и Свирь, Ладожскому и Онежскому озёрам.
В 1864 году был награждён орденом Святой Анны 3 степени и назначен участвовать в совещаниях Технического комитета Главного инженерного управления по вопросу о подводном плавании. В 1865 году был назначен старшим инженер-механиком Балтийской броненосной эскадры при её плавании в Финском заливе, а потом плавал на мониторах в Балтийском море до Стокгольма. 1 (13) января 1866 года произведён за отличие в подполковники.
Диего Яковлевич Эшаппар скоропостижно скончался 13 (25) марта 1867 года. Похоронен в Санкт-Петербурге.

## Семья и потомки
Диего Яковлевич Эшаппар был женат на Анне Александровне Фуллон (18 (30) июня 1833—19 апреля (2 мая) 1913) (сестре генерала Ивана Александровича Фуллона). По данным картотеки персональных сведений об иностранцах, живших и работавших в России Э. Амбургера у Диего было четыре сына: Николай имел отчество Диегович, а старший Александр и младшие Фёдор и Иван — были Владимировичами.

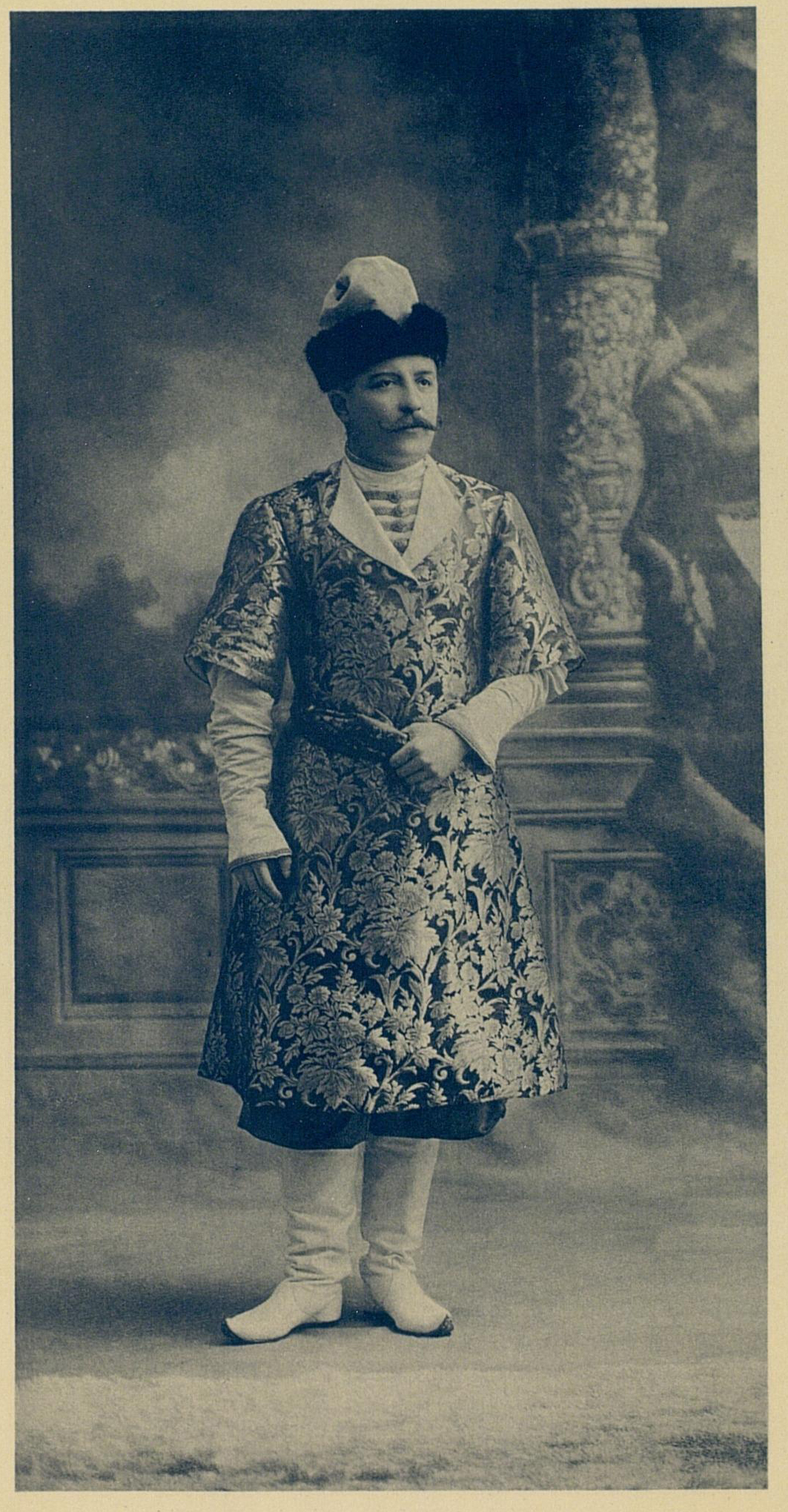
Ф. В. Дюбрейль-Эшаппар на костюмированном бале

- Сын — Александр Владимирович Дюбрейль-Эшаппар (16 (28) августа 1852 — 26 июля (7 августа) 1895) — служил лейтенантом Гвардейского экипажа[13].
- Сын — Фёдор Владимирович Дюбрейль-Эшаппар (5 (17) июня 1860 — 8 (21) ноября 1915) — окончил 2-ю Санкт-Петербургскую военную гимназию, в службу вступил в 1883 году корнетом в Уланский Её Величества лейб-гвардии полк, стал адъютантом Его Высочества Великого князя Георгия Михайловича, член совета при Министерстве императорского двора, в 1909 году произведён в генерал-майоры за отличие. Погиб в автомобильной аварии в Минске[14][15][16].
- Сын — Иван Владимирович Дюбрейль-Эшаппар (15 (27) сентября 1866 — 11 (24) октября 1906) — морской офицер, окончил Морской корпус, в службе с 1886 года, был командиром миноносца «Беспощадный», затем служил в Гвардейском экипаже, капитан 2 ранга[17][18].

- Сын — Николай Диегович Дюбрейль-Эшаппар (2 (14) декабря 1857—после 1897) — коллежский советник, лейтенант Гвардейского экипажа в отставке, с 1895 года камер-юнкер, с 1897 года камергер, был женат на Надежде Александровне (урожденная Ростовцева). В браке имел сына Николая (1890—1912) и дочь Александру[19].
  - Внук — Владимир Николаевич Дюбрейль-Эшаппар — окончил Пажеский корпус в 1908 году. В 1909 году — подпоручик лейб-гвардии Стрелкового полка в Санкт-Петербурге. Полковник лейб-гвардии 3-го Стрелкового полка, командир одного из Финляндских стрелковых полков. В белых войсках Восточного фронта, отступил из Омска на Восток с американской миссией. В эмиграции сначала в Китае (Харбин, Тяньцзинь), работал переводчиком в газете Российской фашистской партии «Наш путь»; согласно мемуарам предпринимателя И. В. Кулаева, за попытку похищения его сыновей с целью выкупа был приговорён к четырём годам тюрьмы[20]. Затем уехал в Аргентину. Убит 14 октября 1935 года в Буэнос-Айресе[21].
  - Внучка — Александра Николаевна Высокосова (урожд. Дюбрейль-Эшапарр) (рожд. 1892) — врач, с 14 декабря 1937 — вдова, после расстрела мужа, морского офицера Михаила Павловича Высокосова[22], арестована, приговорена к 5 годам ИТЛ условно и освобождена из-под стражи. В феврале 1938 — отправлена из Уфы в Рыбинск, заведовала там лазаретом[23].
  - Правнучка — Александра Михайловна Христиани-Асс (урожд. Высокосова) (1911—1982) — переводчик.
    - Праправнук — Асс, Евгений Викторович (р. 15 мая 1946, Москва) — российский архитектор и художник, основатель и ректор архитектурной школы МАРШ, профессор МАРХИ, лауреат премии «Золотое сечение» 1999 года[24].